# Balatonszabadi
Balatonszabadi je vas na Madžarskem, ki upravno spada pod podregijo Siófoki Šomodske županije.